# كاميلا كيروغا
كاميلا كيروغا (بالإسبانية: Camila Quiroga)‏ هي ممثلة أرجنتينية، ولدت في 19 مارس 1891 في الأرجنتين، وتوفيت في 28 فبراير 1948 ببوينس آيرس في الأرجنتين.

## وصلات خارجية
- كاميلا كيروغا على موقع IMDb (الإنجليزية)